# Adolf Bittschi
Adolf (Adolfo) Eduardo José Bittschi Mayer (ur. 1 grudnia 1950 w Ingolstadt) – niemiecki duchowny rzymskokatolicki posługujący w Boliwii, od 2008 biskup pomocniczy Sucre.

## Życiorys
Święcenia kapłańskie otrzymał 18 czerwca 1977 i został inkardynowany do diecezji Eichstätt. Przez kilka lat pracował jako wikariusz różnych arafii w Eichstätt. W 1983 wyjechał na misje do Boliwii i podjął pracę duszpasterską w archidiecezji Sucre.
15 maja 2008 papież Benedykt XVI mianował go biskupem pomocniczym Sucre ze stolicą tytularną Nigizubi. Sakry biskupiej udzielił mu 8 sierpnia 2008 ówczesny arcybiskup Sucre, Jesús Gervasio Pérez Rodríguez.